# شل‌شاک: نام '۶۷
شل‌شاک: نام '۶۷ (به انگلیسی: Shellshock: Nam '67) یک بازی ویدئویی در سبک تیراندازی سوم شخص است که توسط گوریلا گیمز و با استفاده از موتور بازی کیلزون توسعه یافته و به‌وسیله شرکت ایدوس اینتراکتیو برای ایکس‌باکس، پلی‌استیشن ۲ و مایکروسافت ویندوز منتشر شده است. داستان شل‌شاک دربارهٔ یک سرباز تازه‌کار و تجربیات او در طی جنگ ویتنام است. بازی در ژانویه ۱۹۶۷ در شهر سایگون، ویتنام جنوبی آغاز می‌شود. بازیکن باید راه خود را از طریق نبرد و پشت سر گذاشتن مأموریت‌های مختلف در هر نقطه‌ای از بازی شامل میدان جنگ با مقیاس بالا و عملیات مخفی نیروهای ویژه ادامه دهد. شل‌شاک: نام '۶۷ در تاریخ ۳ سپتامبر ۲۰۰۴ در اروپا و ۱۴ سپتامبر ۲۰۰۴ در آمریکا عرضه شد. ادامه‌ای برای این بازی با عنوان شل‌شاک ۲: بلاد تریلز در سال ۲۰۰۹ به بازار عرضه شده است.

## خلاصه داستان
بازی در ژانویه ۱۹۶۷ در سایگون، ویتنام جنوبی آغاز می‌شود. یک بالگرد CH-47 Chinook حاوی کالیب "کال" واکر (شخصیت اصلی بازی) و دیگر سربازان آمریکایی در پایگاه هوایی تان سون نهوت در جنوب سایگون فرود می‌آید. واکر به همراه هم‌دسته‌اش، سرباز "سایکو" کوالسکی، توسط سرهنگ سالتر برای مشارکت در یک عملیات هوایی علیه اردوگاه ویت‌کنگ در استان کون توم انتخاب می‌شوند.
واکر و کوالسکی تحت فرماندهی ستوان اُبرایان و به همراه سرباز دیگری با لقب "شورت تایمر" قرار می‌گیرند. هنگام پیشروی گروه در منطقه، یک حادثه آتش دوستانه ناشی از مختصات نادرست خمپاره‌ها باعث می‌شود سرباز دیگری به نام تامپکینز به گروه ملحق شود. با کمک یک گروه عملیات ویژه متشکل از سروان رامیرز، "تیک تاک" و "آی بال"، آن‌ها موفق می‌شوند اردوگاه ویت‌کنگ را پاکسازی کنند.
این اردوگاه به سرعت به یک پایگاه آتش تبدیل می‌شود که به عنوان مقر فرماندهی واکر و واحدش عمل می‌کند. در طول این مأموریت، بازیکن با چالش‌های مختلفی از جمله درگیری‌های تن به تن، کمین‌های ویت‌کنگ و شرایط دشوار جنگل‌های ویتنام روبرو می‌شود. تبدیل اردوگاه دشمن به پایگاه دوست، نقطه عطفی در پیشروی نیروهای آمریکایی در منطقه محسوب می‌شود.